# Benga
Adegbenga Adejumo, conosciuto come Benga (Croydon, 28 novembre 1986), è un disc jockey britannico.

## Biografia
Nel 2007, insieme ai DJ Skream e Artwork, ha formato il gruppo Magnetic Man.
Nel 2008, per la Tempa, ha pubblicato l'album Diary of an Afro Warrior. Si tratta del suo secondo disco, dal momento che già nel 2006 aveva prodotto un album in maniera indipendente.
Nell'agosto 2010 è tra i produttori del singolo Katy on a Mission di Katy B.
Nell'ottobre 2010 è uscito l'eponimo album dei Magnetic Man, dal quali sono stati estratti i singoli I Need Air, Perfect Stranger e Getting Nowhere.
Nel maggio 2013 è uscito il suo terzo album Chapter II (Sony).

## Discografia
Album
- 2006 - Newstep
- 2008 - Diary of an Afro Warrior
- 2013 - Chapter II

Singoli
- 2002 - Skank
- 2004 - Hydro
- 2006 - Comb 60s
- 2007 - Crunked Up
- 2008 - Electro Scratch
- 2009 - Technocal
- 2009 - Buzzin'
- 2010 - Stop Watching
- 2011 - Faithless
- 2011 - Transformers
- 2012 - I Will Never Change
- 2012 - Icon
- 2012 - Pour Your Love
- 2012 - We're Coming Out
- 2012 - Open Your Eyes
- 2012 - To Hell and Back
- 2013 - Forefather